# Kathedrale Saint-Louis (Blois)

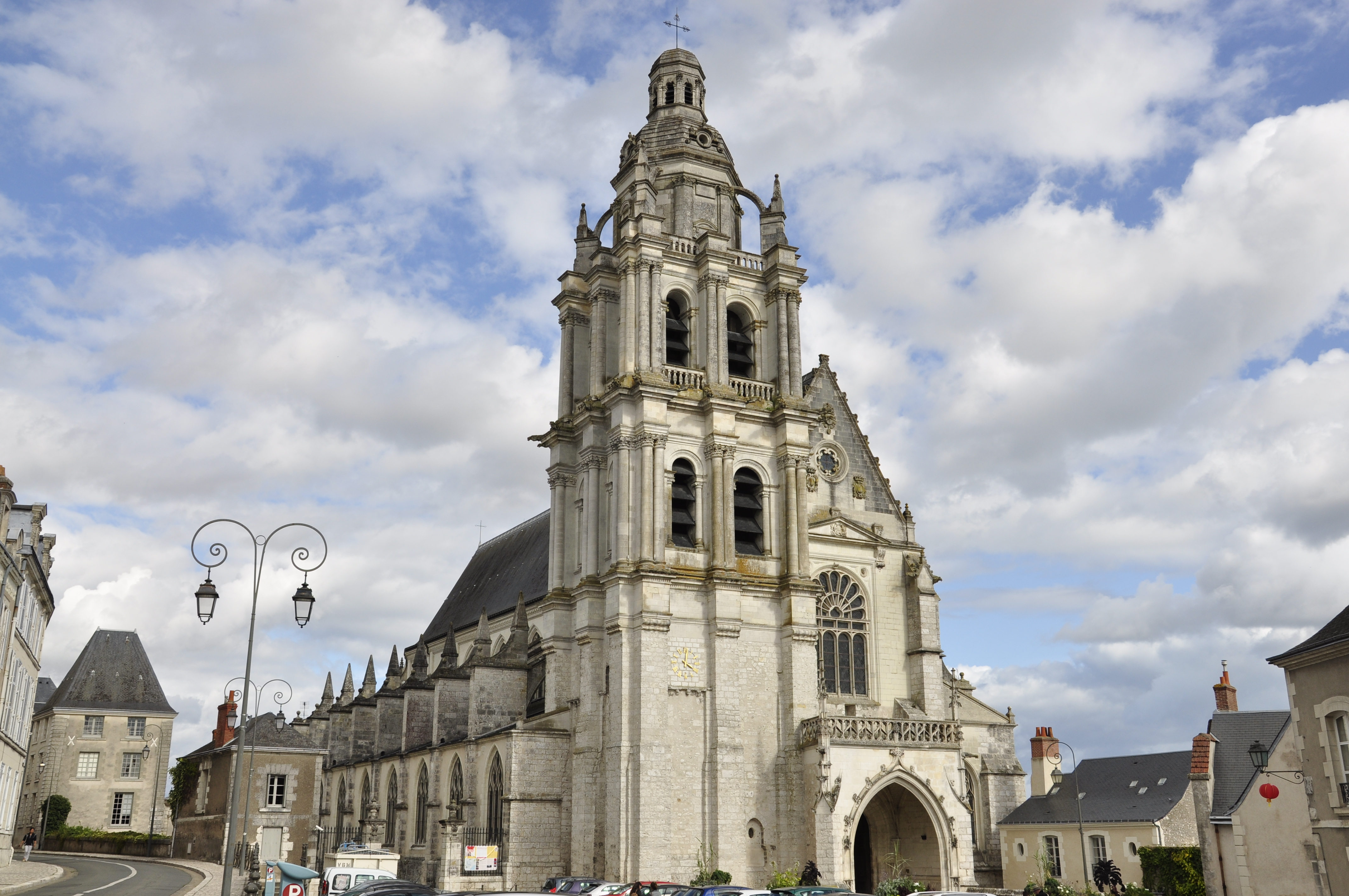
Kathedrale Saint-Louis, Blois

Die Kathedrale Saint-Louis (französische Cathédrale Saint-Louis de Blois, deutsch Kathedrale von Blois) ist ein katholisches Kirchengebäude in Blois (Frankreich) und Sitz des Bischofs des Bistums Blois. Die Kathedrale steht seit 1906 unter Denkmalschutz.

## Geschichte

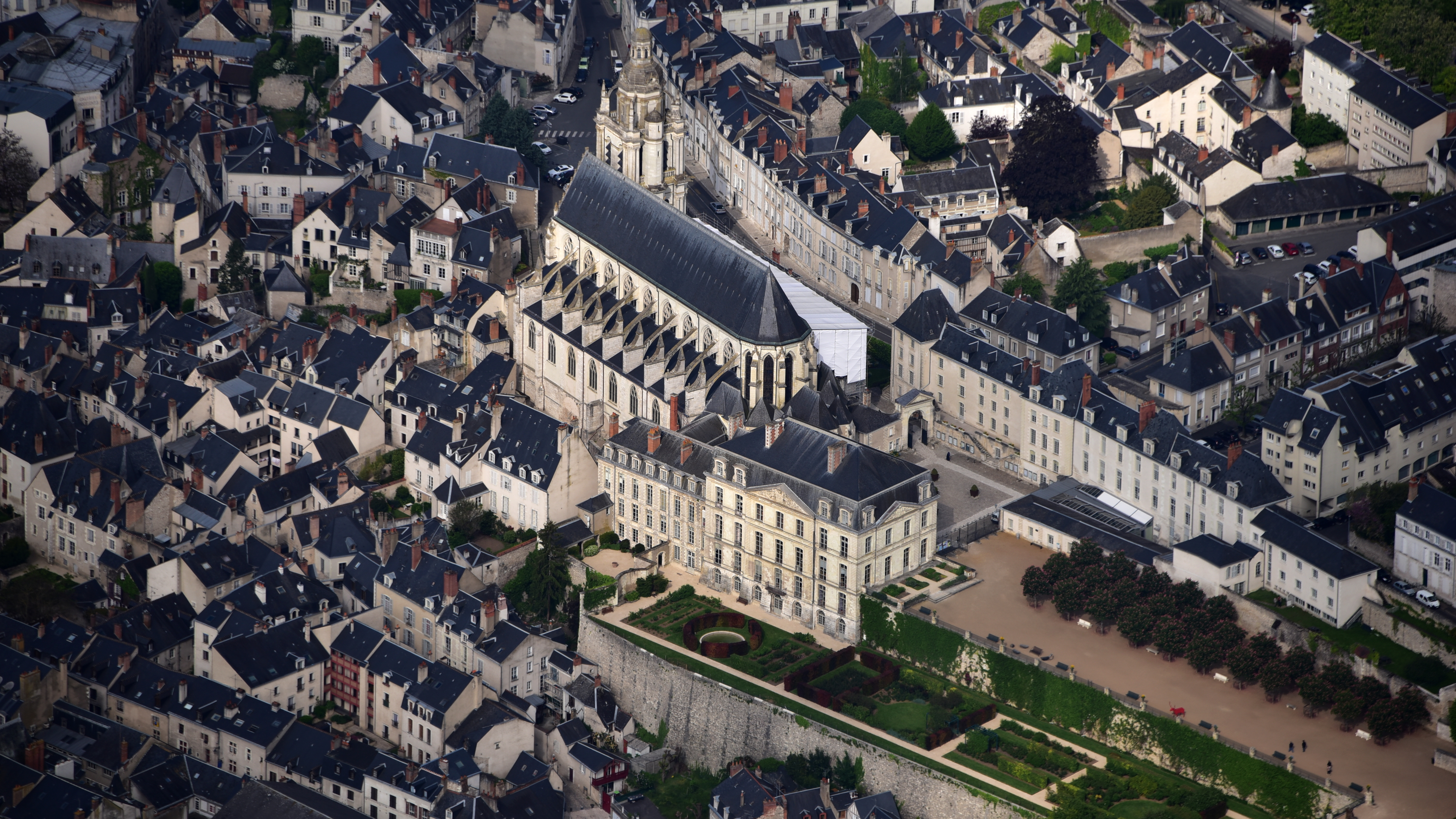
Kathedrale Saint-Louis, Luftaufnahme (2016)

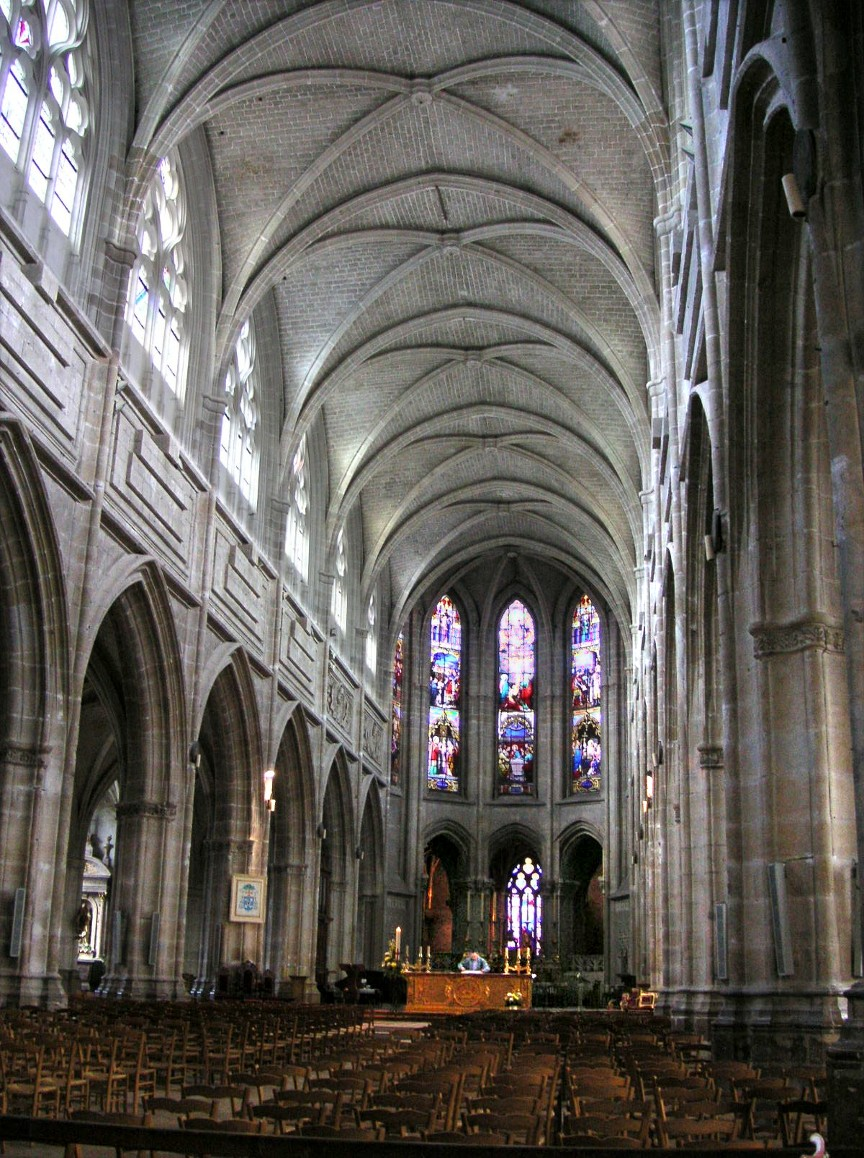
Blick durch den Kirchenraum

Bereits im 6. Jahrhundert gab es an der Stelle, an der heute die Kathedrale steht, eine kleine Kapelle, die dem Apostel Petrus gewidmet war. Ende des 9. Jahrhunderts wurden dort Reliquien des hl. Solemnis (Solenne), Bischof von Chartres im 5. Jahrhundert, geborgen, so dass die Kapelle zu einem Pilgerort wurde. Von dieser Kapelle ist heute nur noch die Krypta erhalten.  
Im Lauf der Jahrhunderte gab es auf dem Kathedralgrundstück mehrere Vorgängerbauten; im Jahr 1132 wurde eine romanische Kirche erbaut, zu Beginn des 16. Jahrhunderts wurde diese durch einen Renaissance-Bau ersetzt, die Kollegiatstiftskirche Saint-Solenne, die 1678 bei einem Unwetter weitgehend zerstört wurde. Erhalten blieben lediglich die Fassade und die Apsis. In der Zeit von 1680 bis 1700 wurde das Kirchenschiff im nachgotischen Stil nach Plänen des Architekten Arnoult-Séraphin Poictevin errichtet. 1860 wurde die Kapelle Notre-Dame errichtet. 
1697 wurde die Kirche zur Kathedrale des neugeschaffenen Bistums Blois erhoben und erhielt das Patrozinium Ludwigs des Heiligen.
Während des Zweiten Weltkriegs wurden die meisten der Buntglasfenster der Kathedrale zerstört. Die Fenster der Chorapsis blieben erhalten, sie stammen aus dem Jahr 1860. Im Jahr 2000 wurden neue Buntglasfenster des niederländischen Künstlers Jan Dibbets und des französischen Glasmachers Jean Mauret eingesetzt.

## Bauwerk

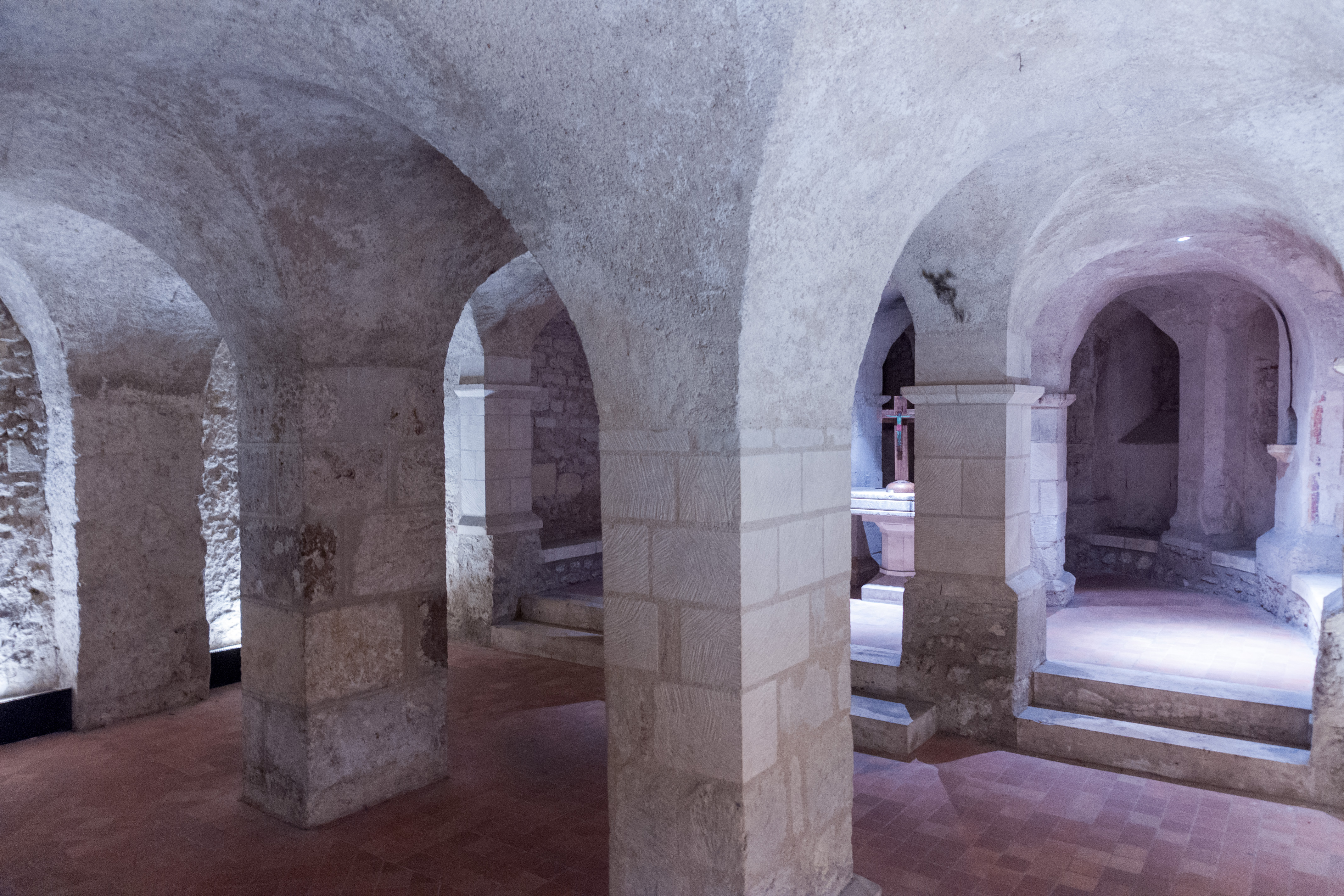
Krypta

Die Kathedrale besteht aus einem Langhaus mit nördlichem und südlichem Seitenschiff aus den Jahren 1680 bis 1700 mit Seitenkapellen und Chorraum. Der Chorraum ist von einem Chorumgang aus dem Jahr 1860 umgeben. Von ihm aus lassen sich die Chorkapellen aus dem 19. Jahrhundert betreten. 
Unter dem Chor befindet sich die alte Krypta Saint-Solenne.
Der Turm nördlich vom Portal der Westfassade ruht auf romanischen Fundamenten und stammt im unteren Teil aus dem 16. Jahrhundert. Das Glockengeschoss, in dem sieben Glocken hängen, und die achteckige Laterne sind im 17. Jahrhundert entstanden.

## Orgeln
In der Kathedrale gibt es zwei Orgeln, die Hauptorgel und die Chororgel. 

### Hauptorgel

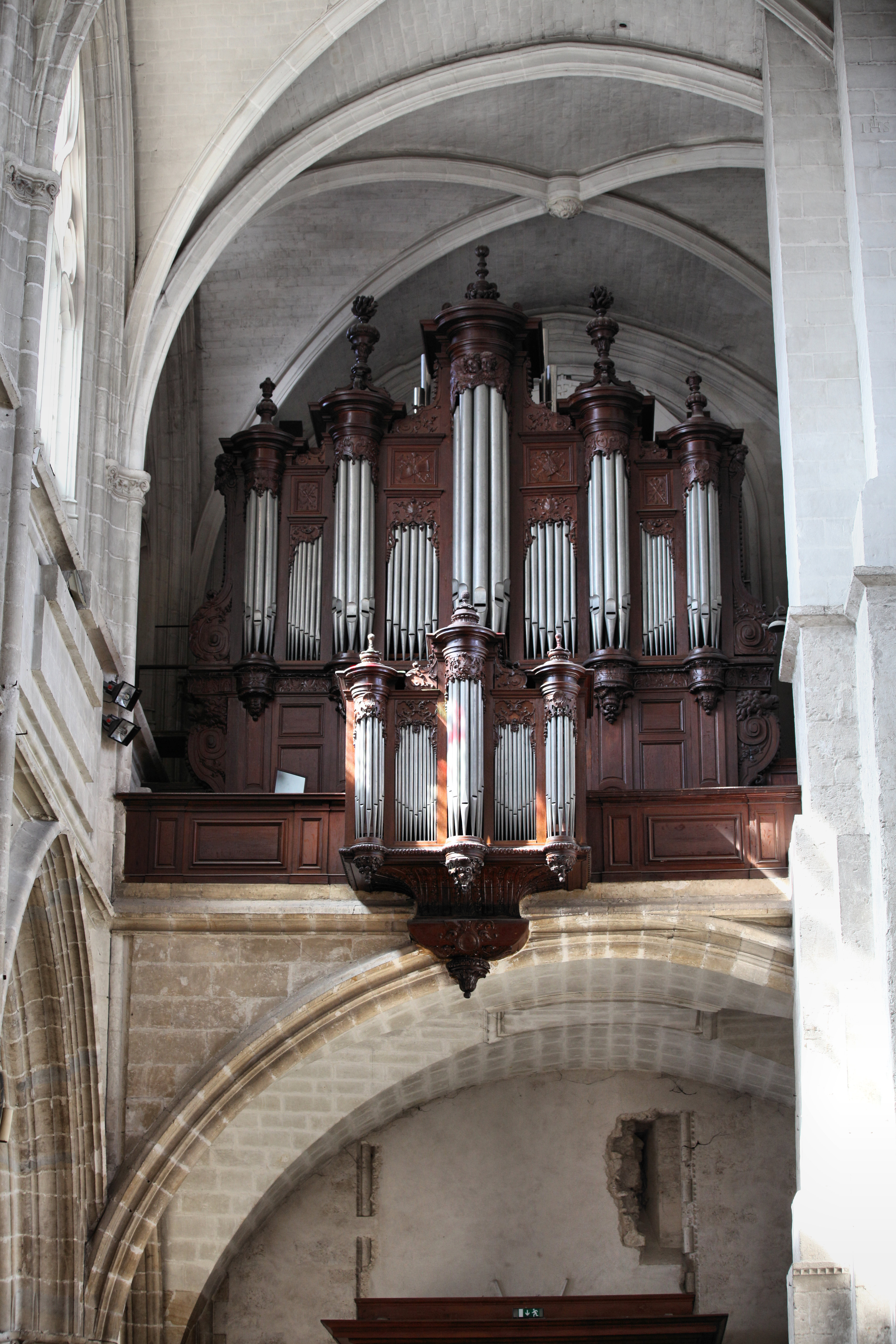
Hauptorgel

Die Hauptorgel auf der Empore wurde 1703 von dem Orgelbauer Robert Clicquot gebaut und zuletzt von dem Orgelbauer Hurvy im Jahre 2000 restauriert. Das Schleifladen-Instrument hat 32 Register und drei Transmissionen auf drei Manualwerken und Pedal. Die Spiel- und Registertrakturen sind mechanisch.
| I Positif C–g3 |                  |       |
| 1.             | Bourdon          | 8′    |
| 2.             | Salicional       | 8′    |
| 3.             | Flûte harmonique | 4′    |
| 4.             | Quinte-Flûte     | 2 ⁄3′ |
| 5.             | Fourniture IV-V  |       |
| 6.             | Trompette harm.  | 8′    |
| 7.             | Clarinette       | 8′    |

| II Grand Orgue C–g3 |                  |     |
| 8.                  | Bourdon          | 16′ |
| 9.                  | Montre           | 8′  |
| 10.                 | Flûte harmonique | 8′  |
| 11.                 | Salicional       | 8′  |
| 12.                 | Gambe            | 8'  |
| 13.                 | Prestant         | 4′  |
| 14.                 | Doublette        | 2′  |
| 15.                 | Cornet V         |     |
| 16.                 | Bombarde         | 16′ |
| 17.                 | Trompette        | 8′  |
| 18.                 | Clairon          | 4'  |

| III Récit expressif C–g3 |                   |    |
| 19.                      | Flûte traversière | 8′ |
| 20.                      | Cor de nuit       | 8′ |
| 21.                      | Gambe             | 8′ |
| 22.                      | Voix céleste      | 8′ |
| 23.                      | Flûte octaviante  | 4′ |
| 24.                      | Octavin           | 2' |
| 25.                      | Trompette harm.   | 8′ |
| 26.                      | Voix humaine      | 8′ |
| 27.                      | Basson-Hautbois   | 4′ |
|                          | Tremolo           |    |

| Pédale C–f1 |                        |     |
| 28.         | Contrebasse            | 16' |
|             | Soubasse (= Nr. 8)     | 16′ |
|             | Octave-basse (= Nr. 9) | 8′  |
| 29.         | Bourdon                | 8'  |
|             | Violoncelle (= Nr. 12) | 8′  |
| 30.         | Bombarde               | 16′ |
| 31.         | Trompette              | 8′  |
| 32.         | Clairon                | 4′  |

- Koppeln:
  - Normalkoppeln: I/II, III/II, I/P, II/P, III/P
  - Suboktavkoppeln: III/II
- Spielhilfen: Appels: GO, Orage. Anches: GO, POS, POS, PED

### Chororgel
Die Chororgel wurde 1846 von Louis Bonn erbaut, 1927 von Joseph Gutschenritter senior umgebaut und danach von Joseph Bonnet wieder eingeweiht. Sie wurde zuletzt durch den Orgelbauer Robert Masset 1966 restauriert. Die Spiel- und Registertrakturen sind mechanisch.
| I Grand Orgue C–g3 |               |       |
| 1.                 | Bourdon       | 16′   |
| 2.                 | Montre        | 8′    |
| 3.                 | Bourdon       | 8′    |
| 4.                 | Prestant      | 4′    |
| 5.                 | Flûte         | 4′    |
| 6.                 | Nazard        | 2 ⁄3′ |
| 7.                 | Fourniture II |       |
| 8.                 | Trompette     | 8′    |
| 9.                 | Hautbois      | 8'    |

| II Récit expressif C–g3 |              |    |
| 10.                     | Flûte        | 8′ |
| 11.                     | Cor de nuit  | 8′ |
| 12.                     | Voix céleste | 8′ |
| 13.                     | Gambe        | 8′ |
| 14.                     | Octave       | 4′ |

| Pédale C–g1 |          |     |
| 15.         | Soubasse | 16' |
| 16.         | Bourdon  | 8'  |

- Koppeln:
  - Normalkoppeln: II/I, I/P, II/P
  - Suboktavkoppeln: II/I
- Spielhilfen: Appels: Anches